# Том Роб Смит
Том Роб Смит (на английски: Tom Rob Smith) е английски писател на бестселъри в жанра трилър.

## Биография и творчество
Том Роб Смит е роден на 19 февруари 1979 г. Лондон, Англия. Баща му е англичанин, а майка му шведка. Израства в Лондон и завършва през 2001 г. с бакалавърска степен колежа „Сейнт Джонс“ на Кеймбриджкия университет. Прекарва една година в Италия със стипендия да учи творческо писане. След това пише сценарии и сюжетни линии за британската телевизия. Известно време живее в Пном Пен, работейки за първата сапунена опера в Камбоджа.
Първият му роман „Дете 44“ е публикуван през на 2008 г. Той представя история за серия детски убийства в годините на Сталиновия режим в СССР и разкриването им от съветския милиционер, офицера Лео Демидов. Историята е подобна на зловещия Андрей Чикатило. Книгата става бестселър и е номинирана е за различни награди. Удостоена с наградата „Стоманен кинжал“ най-добър трилър на годината от Асоциацията на писателите на криминални романи и наградата „Бари“ за най-добър първи роман. През 2015 г. е екранизирана в едноименния филм с участието на Том Харди, Ноуми Рапас, Чарлс Данс, Джоел Кинаман и Гари Олдман.
През 2014 г. е издаден психологическия му трилър „The Farm“ (Фермата), чието действие се развива в Швеция.
През 2015 г. пише историята за телевизионния минисериал „London Spy“, която публикува в книга през 2016 г.
Том Роб Смит e гей и живее с партньора си Бен Стивънсън в Лондон.

## Произведения

### Самостоятелни романи
- The Farm (2014)

### Серия „Лео Демидов“ (Leo Demidov)
1. Child 44 (2008) – награда „Бари“, награда „Иън Флеминг”
Дете 44, изд.: „Лъчезар Минчев“, София (2015), прев. Силвия Желева
2. The Secret Speech (2009)
Секретният доклад, изд. „Лъчезар Минчев“ (2017), прев. Веселин Иванов
3. Agent 6 (2011)

### Документалистика
- London Spy (2016)

### Екранизации
- 2003 – 2004 Doctors – ТВ сериал, автор 2 епизода
- 2005 Dream Team – ТВ сериал, автор 6 апизода
- 2015 Дете 44, Child 44
- 2015 London Spy – ТВ минисериал, 5 епизода, продуцент
- 2018 American Crime Story – ТВ сериал, автор 10 епизода, продуцент